# Paris Konstantinidis
Paris Konstantinidis (* 25. August 1954 in Ioannina) ist ein ehemaliger griechischer Basketballtrainer und -funktionär, der überwiegend bei den Iserlohn Kangaroos in der 2. Basketball-Bundesliga tätig war. Er hat den Iserlohner Basketball wie kaum ein anderer als Trainer, Förderer und Manager geprägt. Außerdem ist er der Vater des ehemaligen Bundesligaspielers Jannis Konstantinidis.

## Laufbahn
Seine ersten Schritte im Basketballgeschäft machte Konstantinidis als Funktionär und kümmerte sich unter anderem bei diversen internationalen Turnieren um die griechische und sowjetische Nationalmannschaft. So half er auch mit den ehemaligen litauischen Nationalspieler Gintaras Krapikas nach Iserlohn zu holen. Sein Debüt als Trainer im Profibereich gab er bei den Iserlohn Kangaroos in der Saison 1994/1995 in der Regionalliga, wo er gleichzeitig Iserlohner Talente wie Matthias Grothe förderte. Im Jahr 1997 wechselte Konstantinidis ins Management der Iserlohn Kangaroos und konnte 2002 mit dem Verein den Aufstieg in die 2. Basketball-Bundesliga feiern. Den größten Erfolg als Trainer feierte er direkt in der Aufstiegssaison mit dem sechsten Platz in der zweithöchsten deutschen Spielklasse. In den Jahren 2003 und 2006 wurde Konstantinidis bei der IKZ-Sportlerwahl zum Trainer des Jahres gewählt.